# メアリー・フィッツモーリス (第4代オークニー女伯爵)
第4代オークニー女伯爵メアリー・フィッツモーリス（英語: Mary FitzMaurice, 4th Countess of Orkney、旧姓オブライエン（O'Brien）、1755年9月4日 – 1831年12月30日）は、スコットランド貴族。

## 生涯
第3代オークニー女伯爵メアリー・オブライエンと第5代インチクィン伯爵マーロウ・オブライエン（後に初代トモンド侯爵に叙爵）の一人娘として、1755年に生まれた。
1777年12月21日、トマス・フィッツモーリス（1742年 – 1793年）と結婚、1男を儲けた。
- ジョン（英語版）（1778年 – 1820年） - 第5代オークニー伯爵トマス・ジョン・ハミルトン・フィッツモーリスの父

1791年5月10日に母が死去すると、オークニー女伯爵の爵位を継承した。
1831年12月30日に死去、長男ジョンに先立たれたため孫トマス・ジョン・ハミルトンが爵位を継承した。